# Balló Áron
Balló Áron (Kolozsvár, 1967. november 23. – 2006. július 7.) romániai magyar újságíró, a Szabadság című napilap főszerkesztője.

## Életpályája

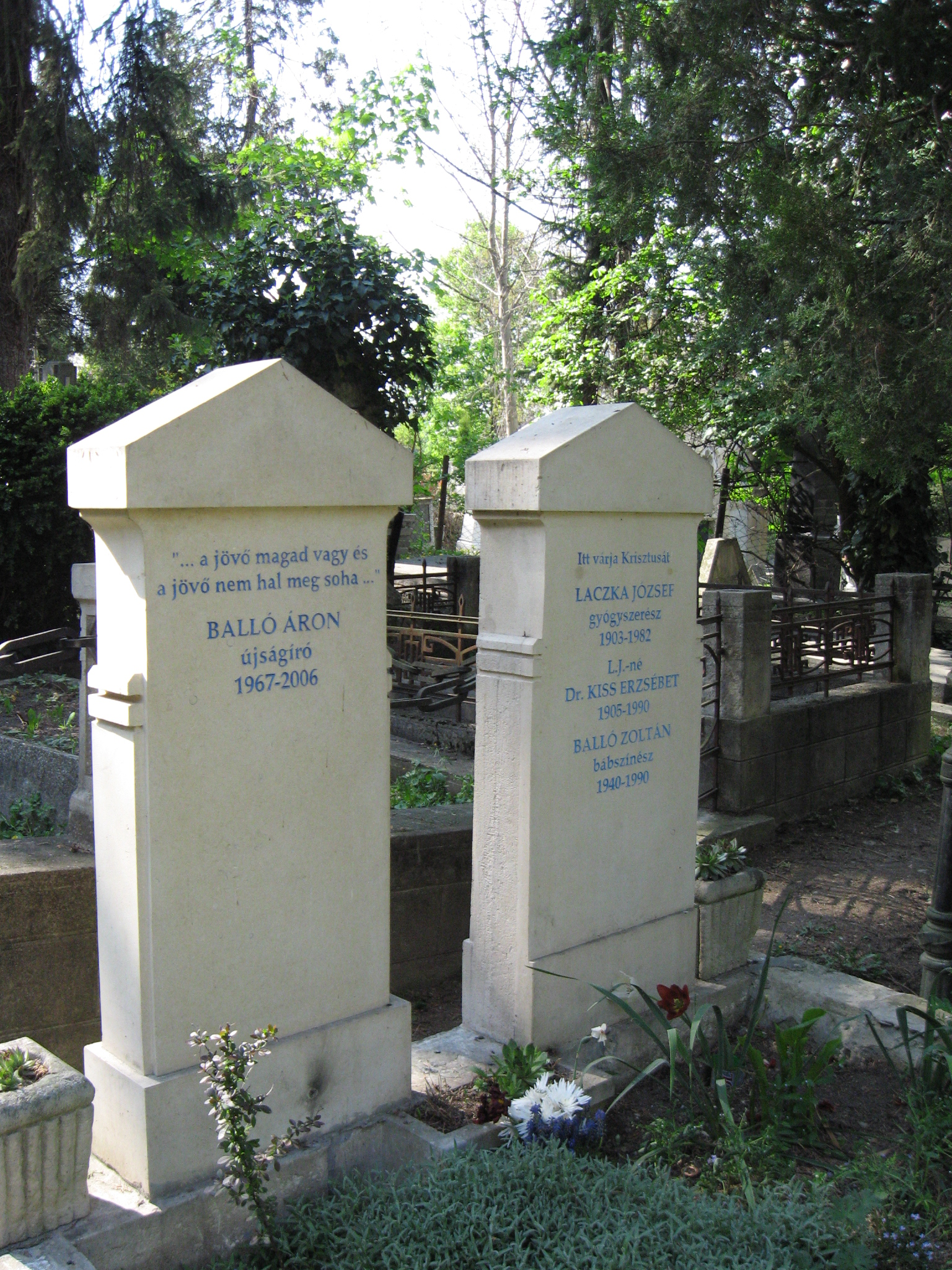
Sírja a Házsongárdi temetőben.

Balló Áron a kolozsvári Babeș–Bolyai Tudományegyetem filológia karának magyar és angol irodalom szakán szerzett diplomát 1993-ban. Újságíróként már 1987-től dolgozott, az Echinox című kolozsvári diáklap magyar oldalainak szerkesztőjeként. 1990 tavaszán került a Szabadsághoz, ahol előbb riporteri, majd szerkesztői állást töltött be. 1990–1995 között a Kolozsvári Rádió magyar adása Diákperiszkóp című műsorát szerkesztette. 1995–1998 között a Szabadság főszerkesztő-helyettese, azóta pedig a lap főszerkesztője volt. 1998-tól a Minerva Művelődési Egyesület elnöke volt. 2004-től a Romániai Magyar Nyelvű Helyi és Regionális Lapkiadók Egyesületét is elnöki minőségben vezette.
Jelentős szerepe volt a romániai magyar újságírás, lapkiadás európai színvonalra emelésében. Közösségépítő szerepet vállalva azon munkálkodott, hogy világszerte ismertesse és elismertesse a romániai magyar nyelvű sajtóintézmények tevékenységét.
2006. július 7-én, életének 39. évében autóbaleset áldozata lett.

## Emlékezete
Az Európai Kisebbségi és Regionális Nyelvű Napilapok Egyesülete (MIDAS) vezetőtanácsi ülésén javasolták a Balló Áron újságírói ösztöndíj létrehozását. Valamennyi résztvevő támogatásáról biztosította az elképzelést.